# المالی، دشکاسان
المالی (به لاتین: Almalı) یک منطقه‌ای مسکونی در جمهوری آذربایجان است که در شهرستان داش‌کسن واقع شده‌است.